# Bouzanne
Die Bouzanne ist ein Fluss in Frankreich, der im Département Indre in der Region Centre-Val de Loire verläuft. Sie entspringt  beim Ort La Bouzanne, im Gemeindegebiet von Aigurande, entwässert zunächst in nördlicher Richtung, schlägt dann einen Bogen nach Südwest und mündet nach rund 84 Kilometern östlich von Le Pont-Chrétien-Chabenet als rechter Nebenfluss in die Creuse.

## Orte am Fluss
- Cluis
- La Buxerette
- Neuvy-Saint-Sépulchre
- Jeu-les-Bois
- Arthon
- Velles
- Tendu
- Le Pont-Chrétien-Chabenet